# Nordisches Zentrum Planica
Koordinaten: 46° 28′ 42,6″ N, 13° 43′ 16,1″ O
Nordisches Zentrum Planica (slowenisch: Nordijski center Planica) ist der modernste nordische Skikomplex der Welt, befindet sich im slowenischen Planica und ist seit 1934 in Betrieb.
Das Skizentrum besteht aus insgesamt 8 Schanzen, Langlaufloipen (auch innen), Fußballstadion, Museum, Windkanal, steilster Zipline und einem Höhenraum mit Zentrifuge.
Mit dem jeweils ersten Sprung über 100 und 200 Meter auf zwei verschiedenen Schanzen und insgesamt 38 offiziellen Skiflugweltrekorden wurde Geschichte geschrieben.
Joso Gorec, Sekretär des Jugoslawischen Skiverbandes, ist der Gründer von Planica. Er hatte eine Vision für eine neue Großschanze und beauftragte Stanko Bloudek und Ivan Rožman.

## Komplex

### Letalnica bratov Gorišek (HS240)
Die Schanze wurde 1969 eröffnet. Insgesamt 28 Skiflugweltrekorde wurden aufgestellt, mehr als auf allen anderen Schanzen der Welt. Am 17. März 1994 sprang Andreas Goldberger in Planica als erster Mensch über 200 Meter, konnte den Sprung jedoch nicht stehen. Der erste offizielle „Zweihunderter“ wird daher Toni Nieminen angerechnet, der am selben Tag einen Sprung auf 203 Meter stand.
Diese Skiflugschanze ist nach den Brüdern Lado und Janez Gorišek benannt, den ursprünglichen Konstrukteuren und Entwicklern.

### Bloudkova velikanka (HS138)
Am 15. März 1936 stand Sepp Bradl den ersten offiziellen Sprung über 100 Meter in der Geschichte auf dieser Schanze, mit 101,5 Meter.

### Srednja skakalnica (HS102)
Als Srednja skakalnica (HS102) wurde 2012 direkt neben die Bloudkova velikanka (HS138) eine komplett neue Normalschanze erbaut. Diese ersetzte die alte Srednja Bloudkova (K90).

### Jugendschanzen (HS61, HS80)
Die Jugendschanzen mit HS61 und HS80 wurden 2012 gebaut.  Sie befinden sich an der gleichen Stelle wie die ehemalige Srednja Bloudkova (K90). Diese bestand von 1949 bis 2011.

### Juniorschanzen (HS45, HS30, HS15)
Auch die drei Juniorschanzen (HS45, HS30 und HS15) wurden 2012 gebaut. Von 1952 bis 2011 befanden sich an der gleichen Stelle die ehemaligen Planica Schulschanzen (K40, K8).

## Galerie

Alle Schanzen aus Planica und die wichtigsten Personen (Konstrukteure)
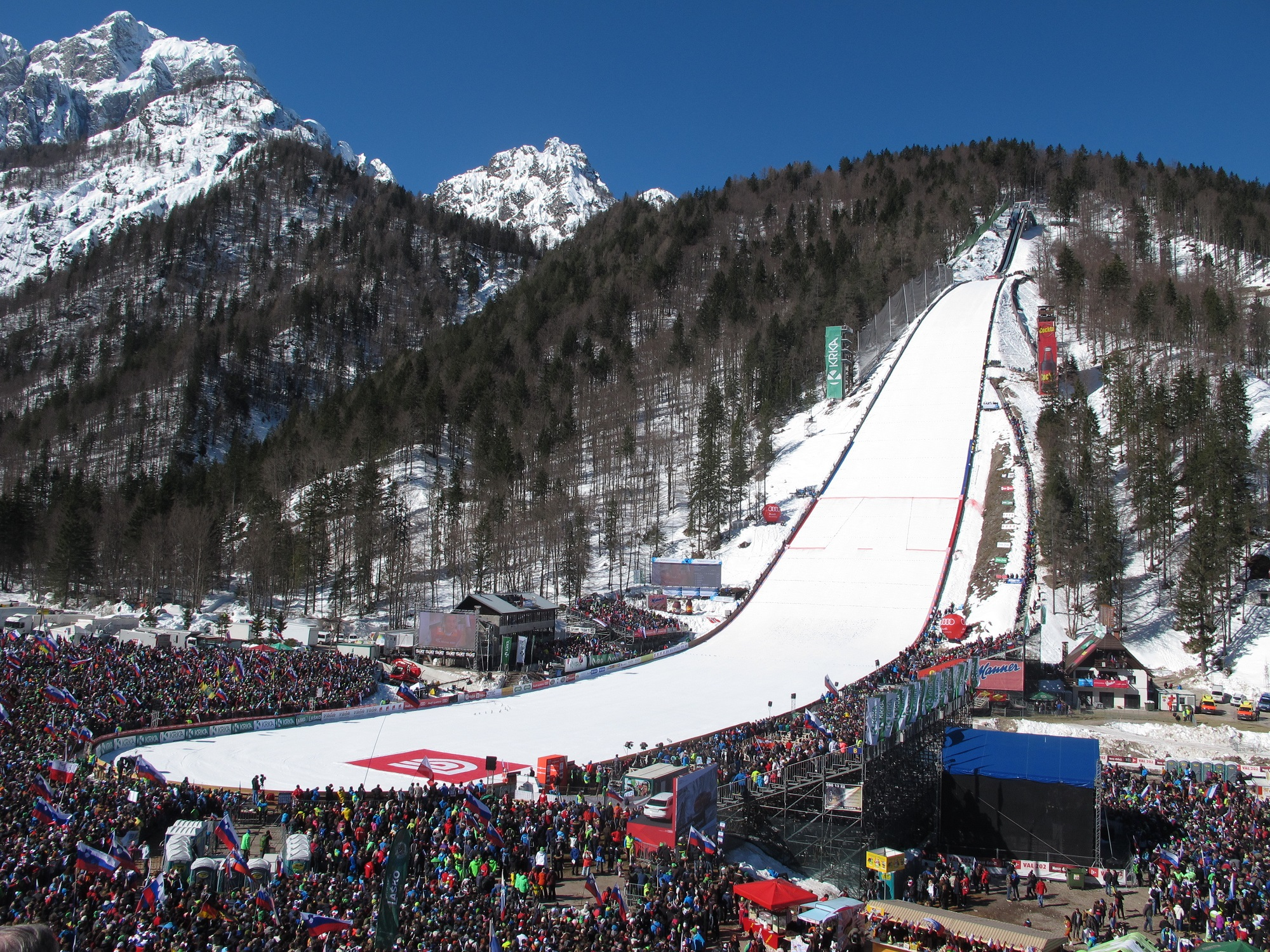
„Letalnica bratov Gorišek“ (HS240)
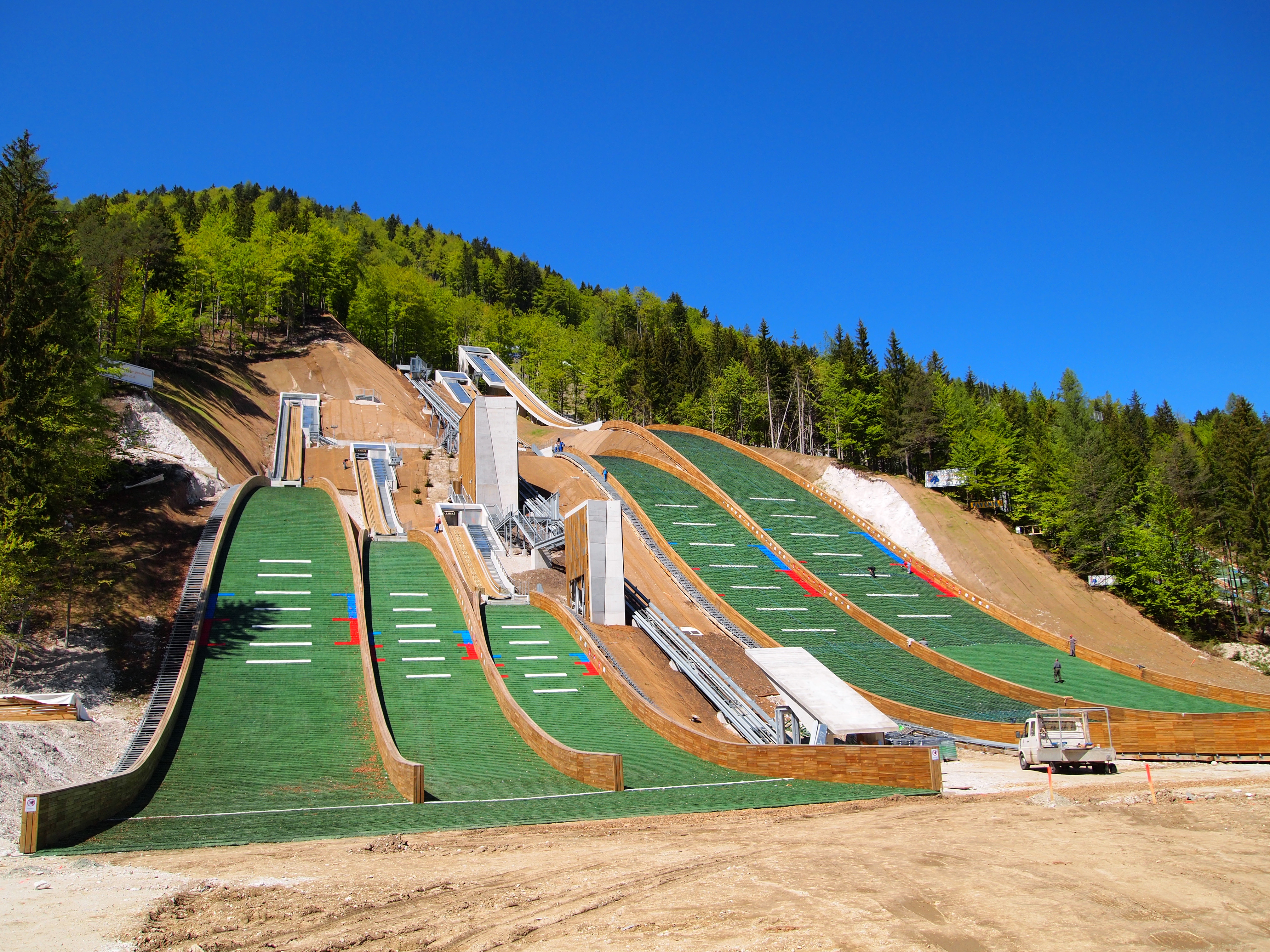
HS45, HS30, HS15, HS61, HS80 (von links nach rechts)
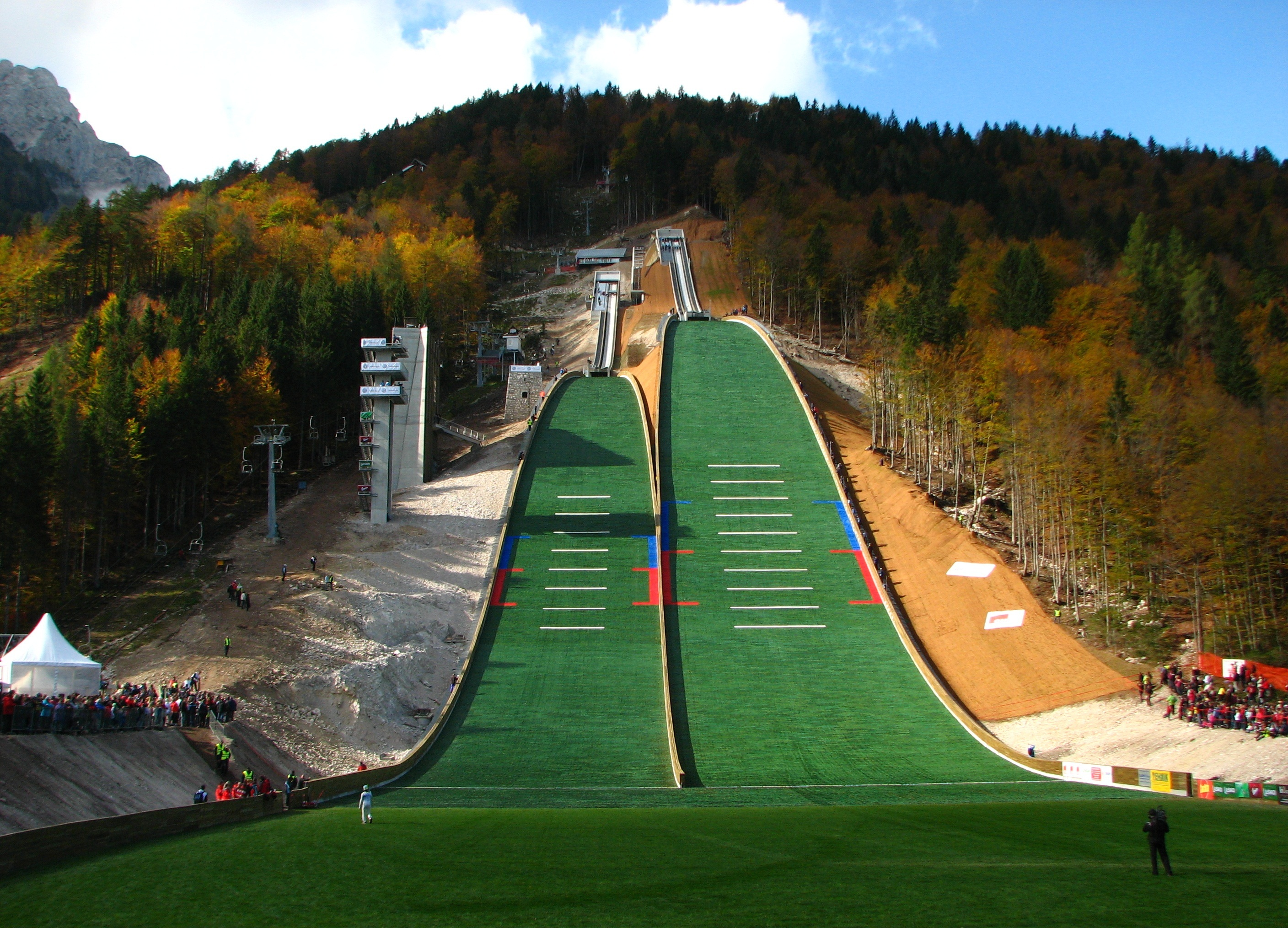
„Normalschanze“ (HS102) „Bloudkova velikanka“ (HS138)
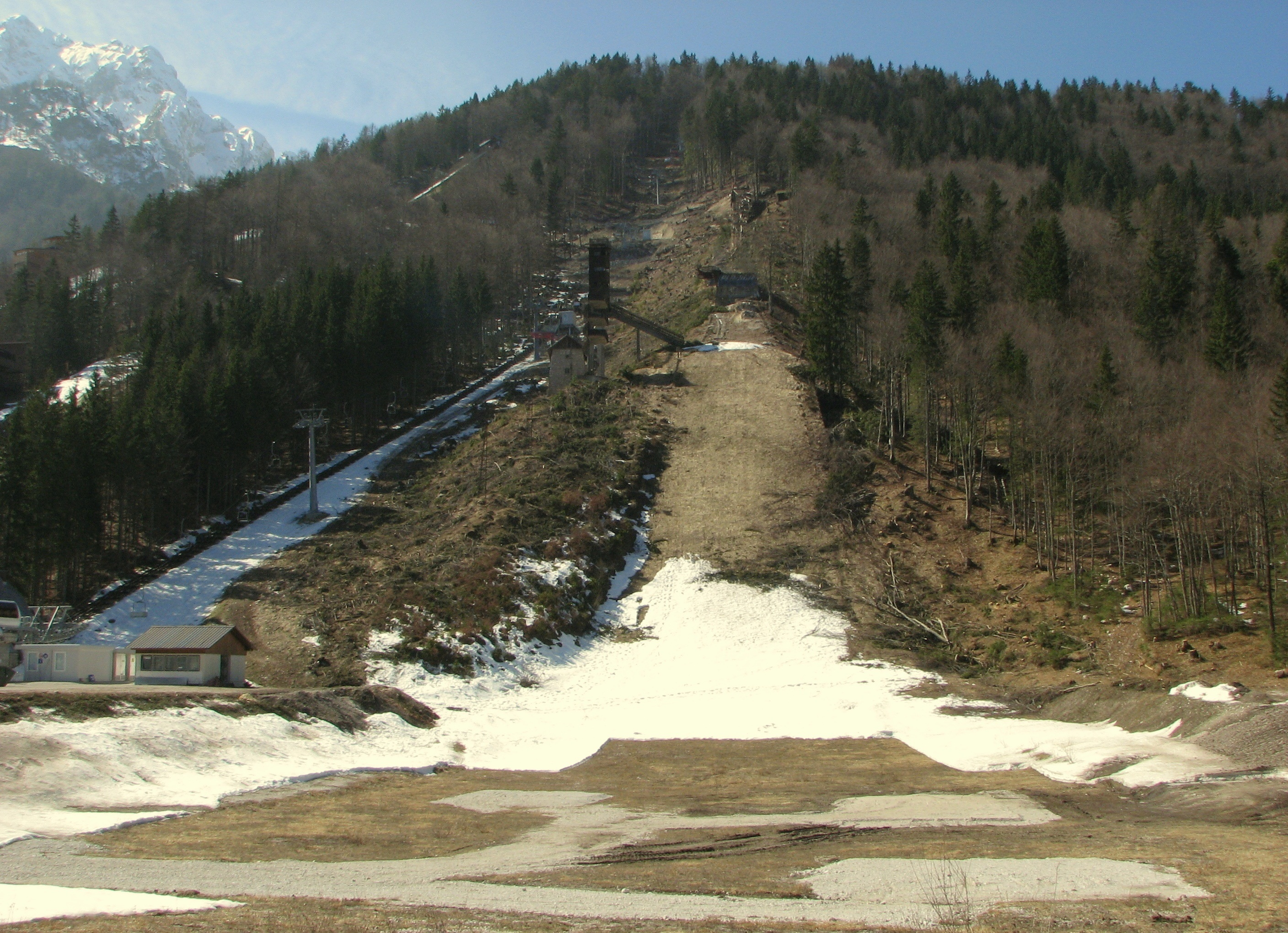
alt „Bloudkova velikanka“ (2011)
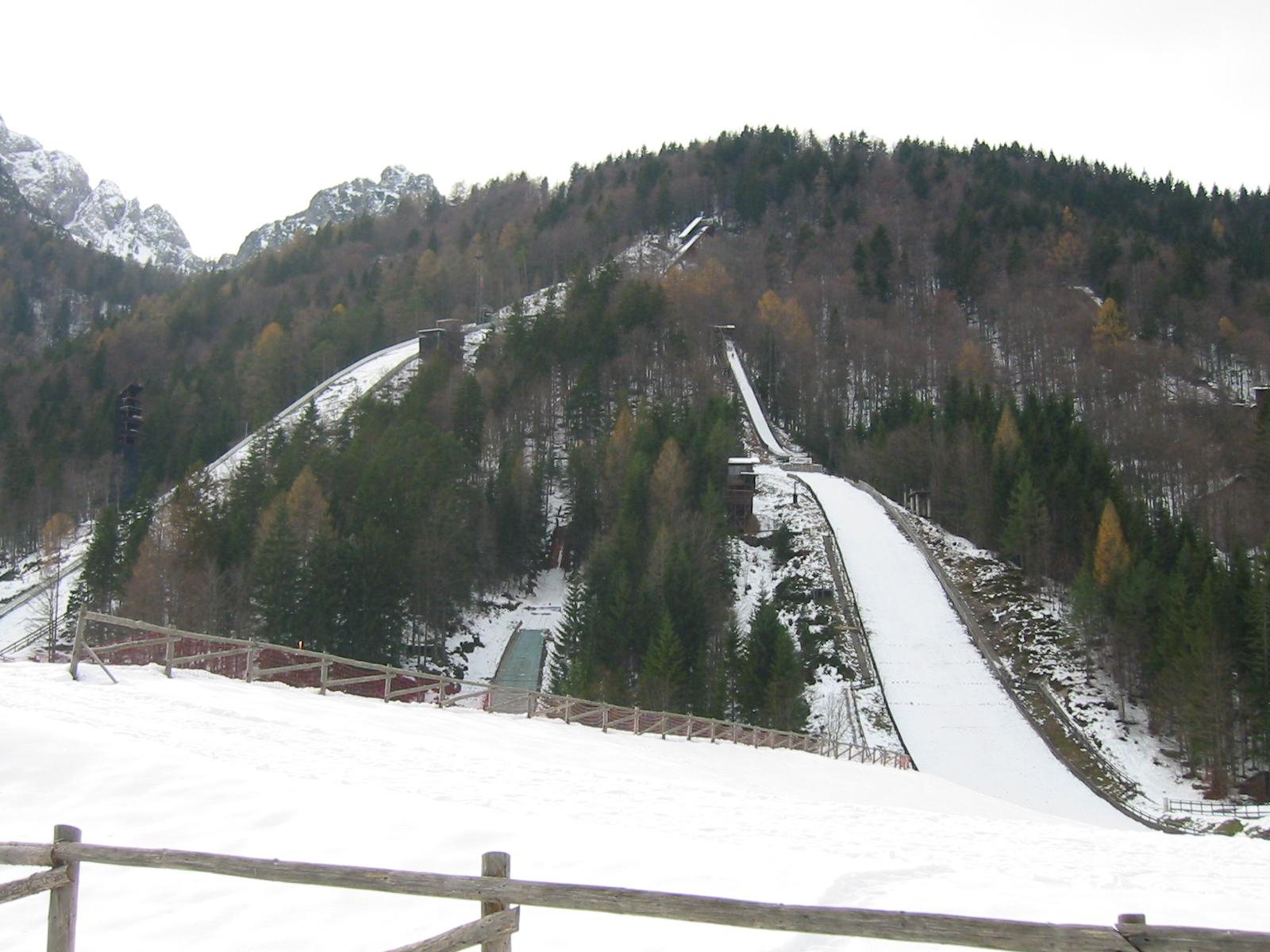
„Schulschanzen“ (1952–2011) „Srednja Bloudkova“ (1949–2011)
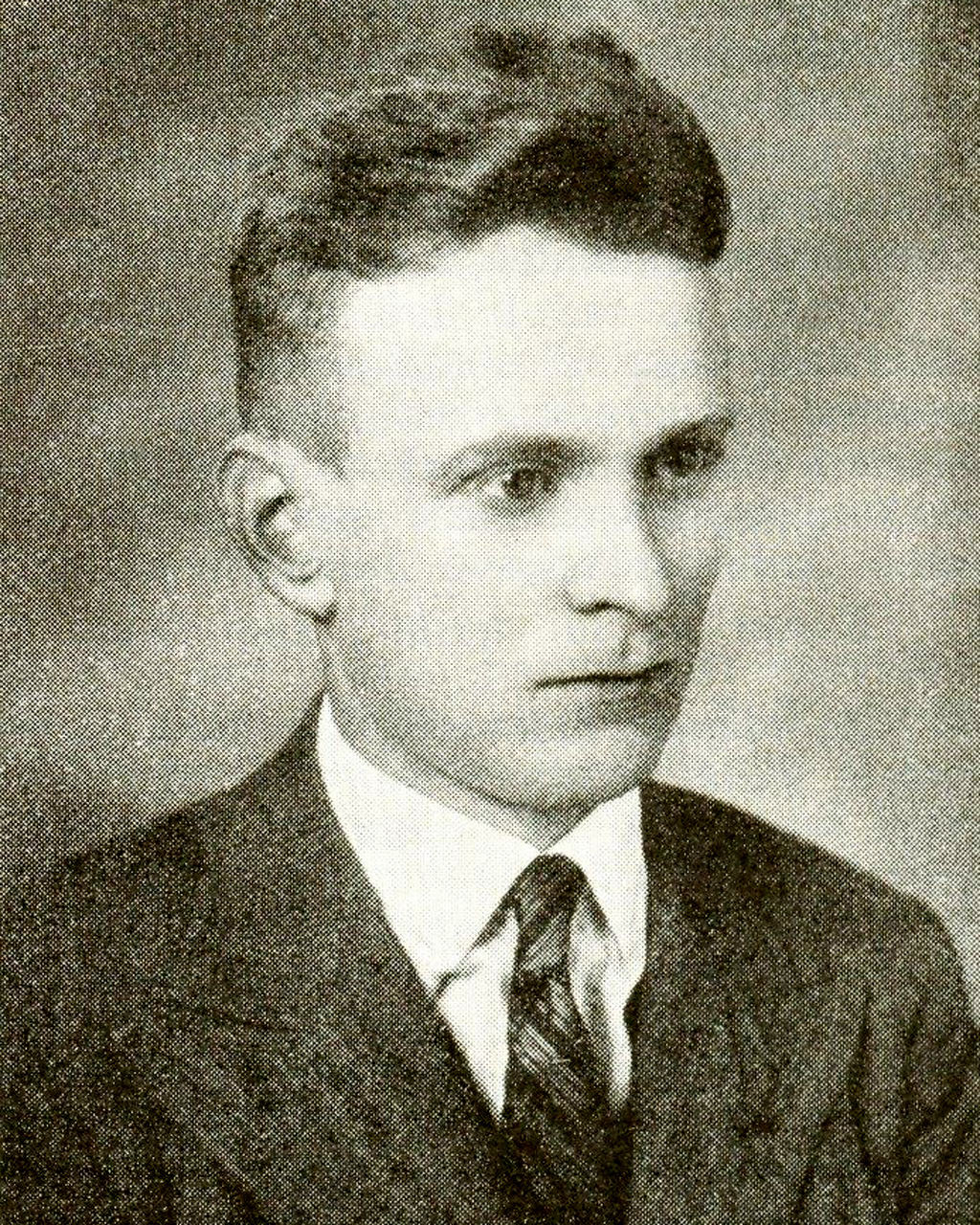
Ivan Rožman
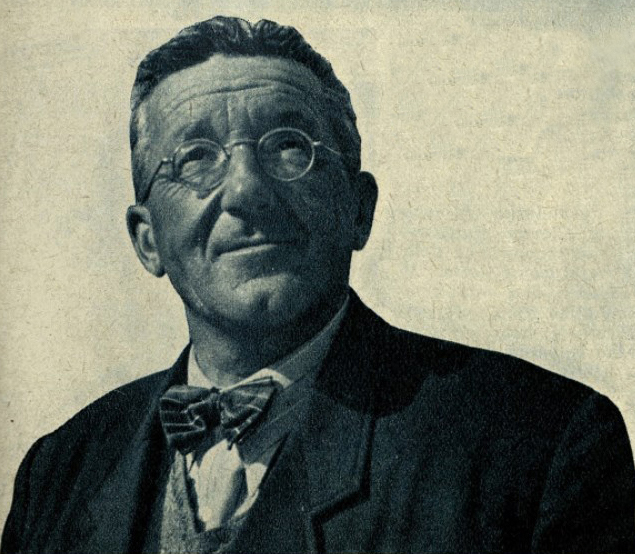
Stanko Bloudek
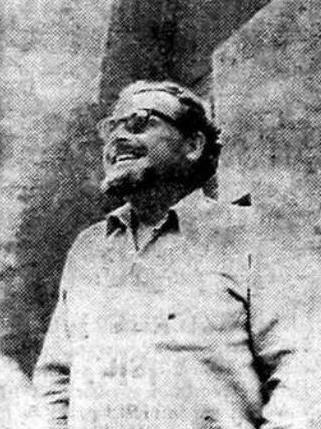
Lado Gorišek
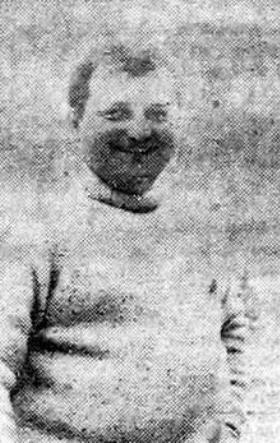
Janez Gorišek